# 和泉信一
和泉 信一（いずみ しんいち、1926年7月25日 - 2016年8月26日）は、日本の実業家、馬主。

## 馬主活動

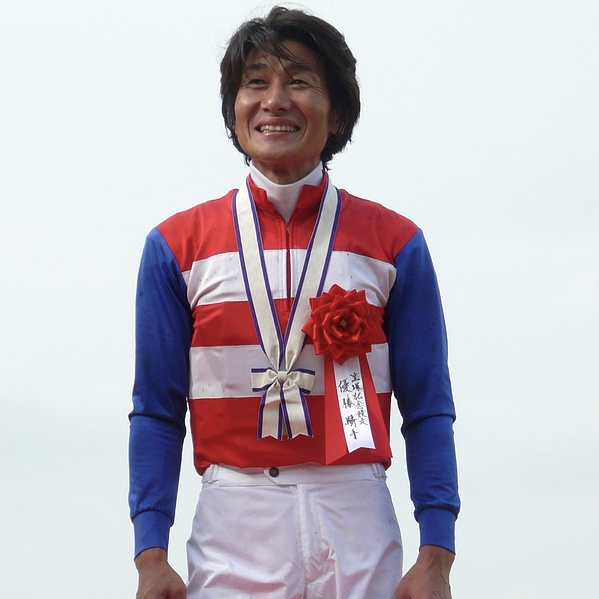
和泉の勝負服を着用した柴田善臣

日本中央競馬会（JRA）に登録していた馬主としても知られた。勝負服の柄は赤、白二本輪、青袖、冠名には主に「ナカヤマ」、過去には「イズミ」、「シン」を用いた。日本馬主協会連合会会長を務めたのち、同会の名誉会長となったほか、2011年現在では東日本馬主協議会・中山馬主協会の最高顧問も務めていた。
馬主となったきっかけは、大井競馬場で先に馬主となっていた弟の敬三（2005年没）の所有馬が増え持ちきれなくなり、兄である信一に所有を頼んだことで、大井競馬を経て国営競馬（現中央競馬）の馬主となる。昭和30年代には抽せん馬が大量に当たり、レースで所有馬が上位を独占したこともあった。
娘の信子も馬主であったが、2009年11月に食道がんのため死去した。ナカヤマフェスタは、信子の死後に信一が引き継いだ馬であった。2016年8月26日に信一が90歳で死去した後は、馬主であった息子の憲一が信一の勝負服の柄を引き継いでいる。
1950年代には北洋牧場を設立し、オーナーブリーダーとしても活動していた。

### 来歴
- 1951年 - 国営競馬の馬主資格取得[3]。
- 1952年 - 1953年頃 - 北海道に北洋牧場を開設[7]。
- 2003年 - 4月に日本馬主協会連合会会長理事に就任（ - 2005年3月）。
- 2010年 - 宝塚記念をナカヤマフェスタが制し、GI級競走初制覇[5]。さらに同年の凱旋門賞でアタマ差の2着となり[8]、日本馬として最も凱旋門賞制覇に近づいた。

## 主な所有馬

### GI級競走優勝馬
- ナカヤマフェスタ（2008年東京スポーツ杯2歳ステークス、2009年セントライト記念[注 3]、2010年宝塚記念、凱旋門賞2着、フォワ賞2着）

### 重賞競走優勝馬
- ゴーゴーナカヤマ（1994年京成杯3歳ステークス）
- ナカヤマナイト（2011年共同通信杯、2012年オールカマー、2013年中山記念）

### その他の所有馬
- ファイヴナカヤマ（1995年関越ステークス）
- ハイパーナカヤマ（1998年共同通信杯4歳ステークス2着）
- ナカヤマパラダイス（2007年CBC賞2着、アイビスサマーダッシュ2着、2008年オーシャンステークス3着）

### 信和商会名義の所有馬
重賞競走優勝馬
- スーパーナカヤマ（1998年ガーネットステークス）[注 4]

その他の所有馬
- ビッグナカヤマ（1995年アイビーステークス、2戦2勝）
- エフワンナカヤマ（1998年京成杯2着）